# 毛萼无心菜
毛萼无心菜（学名：[Arenaria leucasteria] 错误：{{Lang}}：文本有斜体标记（帮助））为石竹科无心菜属的植物，为中国的特有植物。分布于中国大陆的四川等地，生长于海拔3,960米至5,335米的地区，多生长在山地，目前尚未由人工引种栽培。